# Protivín
Protivín (deutsch Protiwin) ist eine Stadt in Tschechien. Sie liegt 13 Kilometer südöstlich von Písek an der Blanice und gehört zum Okres Písek.

## Geographie

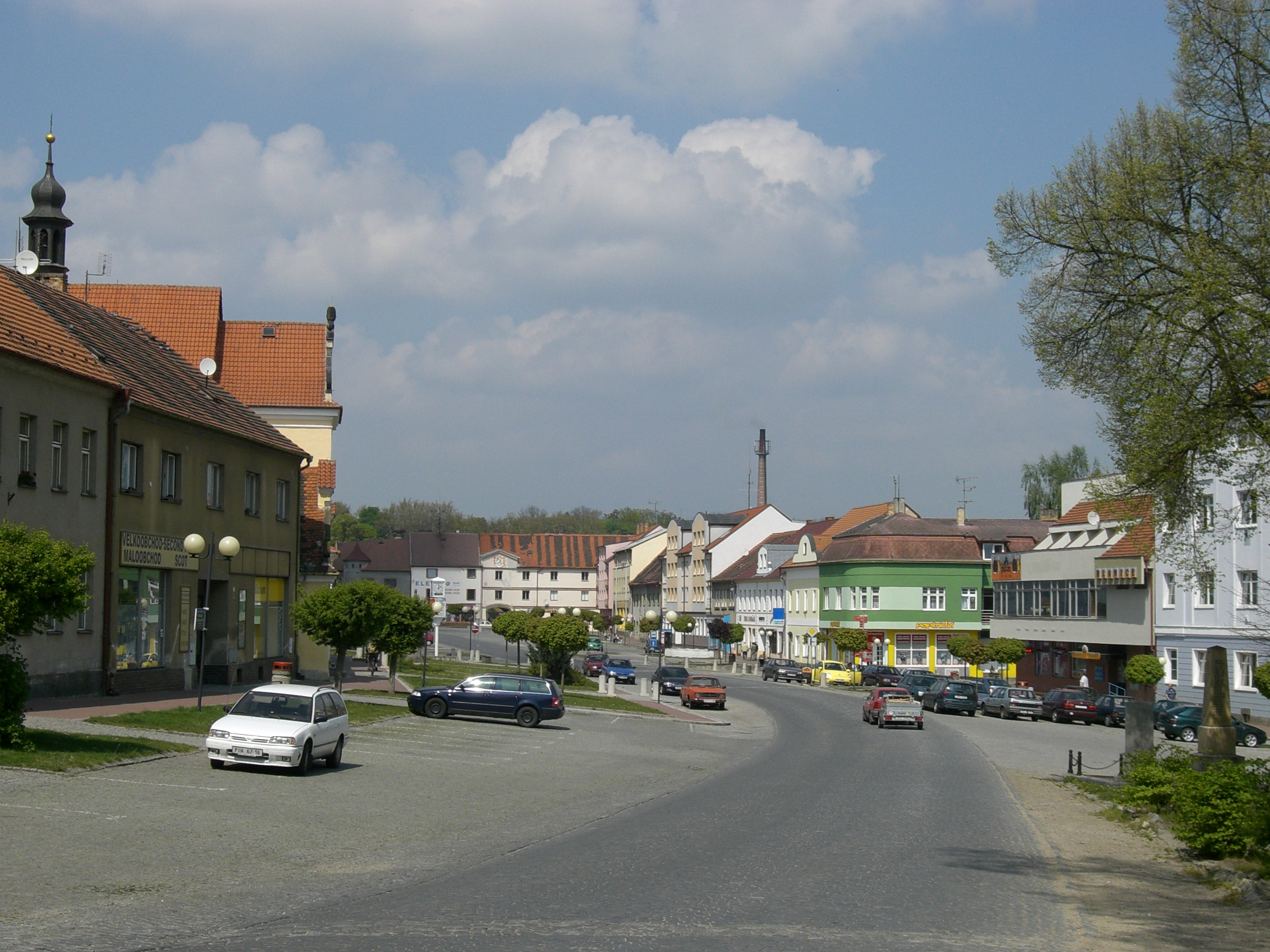
Ortsansicht

Protivín befindet sich am linken Ufer der Blanice, an deren östlichen Seite zahlreiche Fischteiche liegen. Nordöstlich erhebt sich der 627 m hohe Vysoký Kamýk mit einem Aussichtsturm.
Durch die Stadt führt die Europastraße 49 / Staatsstraße 20 zwischen Písek und Budweis sowie die Eisenbahn von Pilsen nach České Budějovice.
Nachbarorte sind Myšenec und Žďár im Norden, Krč im Osten, Záboří im Südosten, Milenovice im Süden, Radčice und Chvaletice im Südwesten sowie Budičovice und Skály u Protivína im Nordwesten.

## Geschichte
Das Dorf Protivín entstand um 1260 zusammen mit der gleichnamigen Feste. Diese wurde im Jahre 1282 als an die Gebrüder Prüschenk von Stettenberg verpfändeter böhmischer Kronbesitz erstmals urkundlich erwähnt. Karl IV. löste die Burg Protivín 1334 wieder ein und in der Majestas Carolina wurde sie als bedingt bedeutsam deklariert. Kaiser Sigismund verpfändete Protívin an Ulrich II. von Rosenberg. Weitere Besitzer waren Vojtěch von Pernstein und ab 1551 Andreas Ungnad zu Sonnegg, der die Feste im Renaissancestil umbauen ließ. 1562 löste Ferdinand I. das Pfand wieder ein und überließ Protivín zusammen mit Hluboká nad Vltavou erblich dem Oberstkanzler Joachim von Neuhaus, der 1565 in der Donau ertrank. Dessen Enkel Joachim Ulrich von Neuhaus verkaufte Protivín seinem Neuhauser Dominiumverwalter Georg Wratislaw von Mitrowitz (Jiří Vratislav z Mitrovic) als Belohnung für dessen treue Dienste. Im gleichen Jahre entstand die Brauerei. Ab 1660 besaßen die Riesenberger von Schwihau und 1679 die Herren von Trauttmannsdorff Protivín. Von 1711 bis 1948 befand sich Protovín im Besitz des Hauses Schwarzenberg.
Nach der Ablösung der Patrimonialherrschaften wurde Protivín 1848 zu selbstständigen Marktgemeinde. 1850 hatte Protivín 1202 Einwohner. In der zweiten Hälfte des 19. Jahrhunderts entstand durch die Schließung der Zuckerfabrik eine hohe Arbeitslosigkeit in Protivín und es kam zur Auswanderung. 1872 gründeten Emigranten aus Protivín in Iowa die Siedlung Protivin. 1876 wurde die Rakonitz–Protivíner Bahn eingeweiht. Im Jahre 1899 wurde Protivín zur Stadt erhoben. Nach der Enteignung im Jahre 1948 diente das Schloss als Schule und Erholungsobjekt.
In der Stadt ist die Brauerei Platan ansässig, die die gleichnamige Biermarke produziert.

## Ortsgliederung
Die Stadt Protivín besteht aus den Ortsteilen Chvaletice (Chwaletitz) – 87 Einwohner, Krč (Reuth) – 221 Einwohner, Maletice (Maletitz) – 31 Einwohner, Milenovice (Milenowitz) – 171 Einwohner, Myšenec (Mischenetz) – 214 Einwohner, Protivín (Protiwin) – 3992 Einwohner, Selibov (Selibau) – 69 Einwohner, Těšínov (Tieschin) – 81 Einwohner und Záboří (Saborsch) – 144 Einwohner.

## Sehenswürdigkeiten

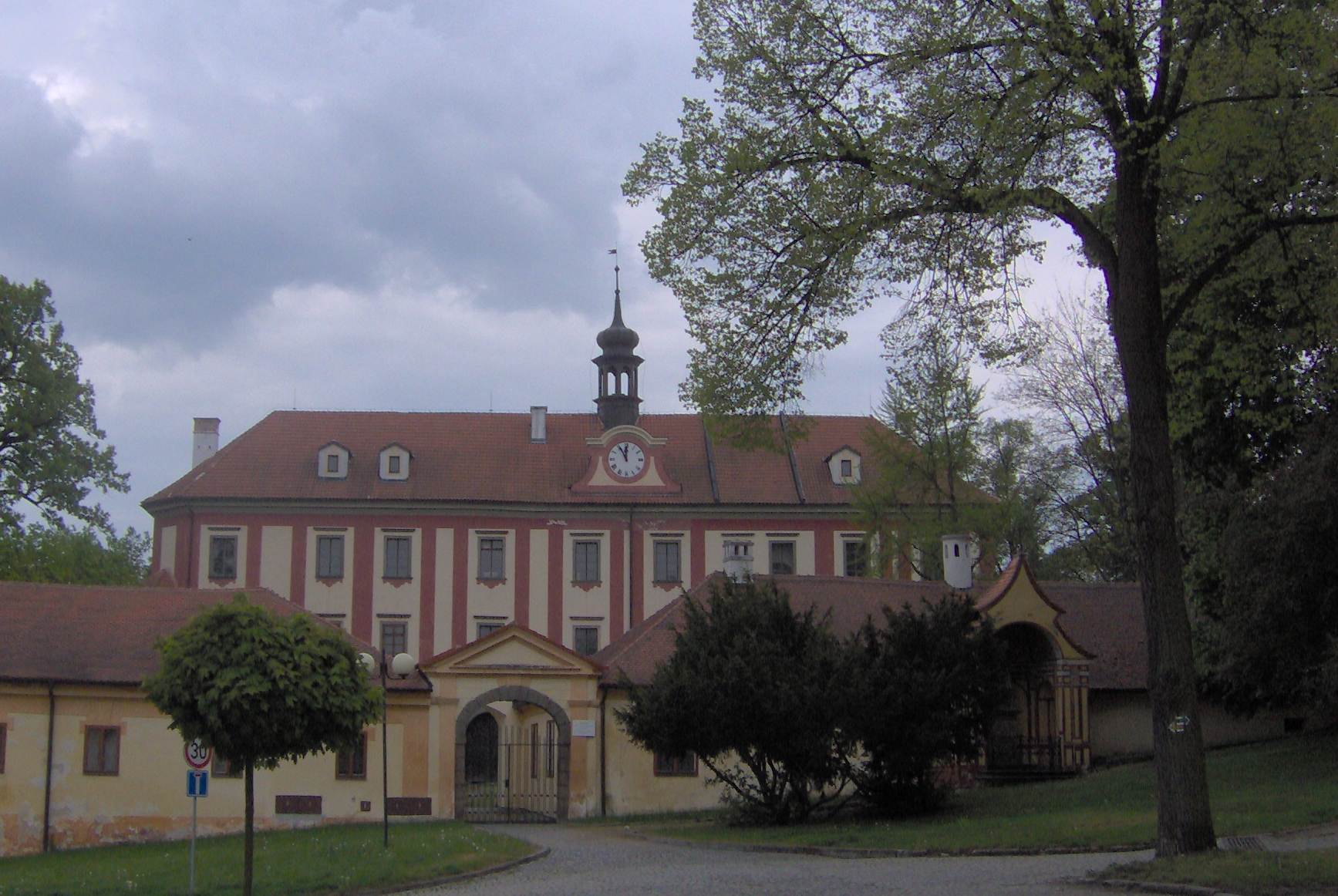
Schloss Protivín

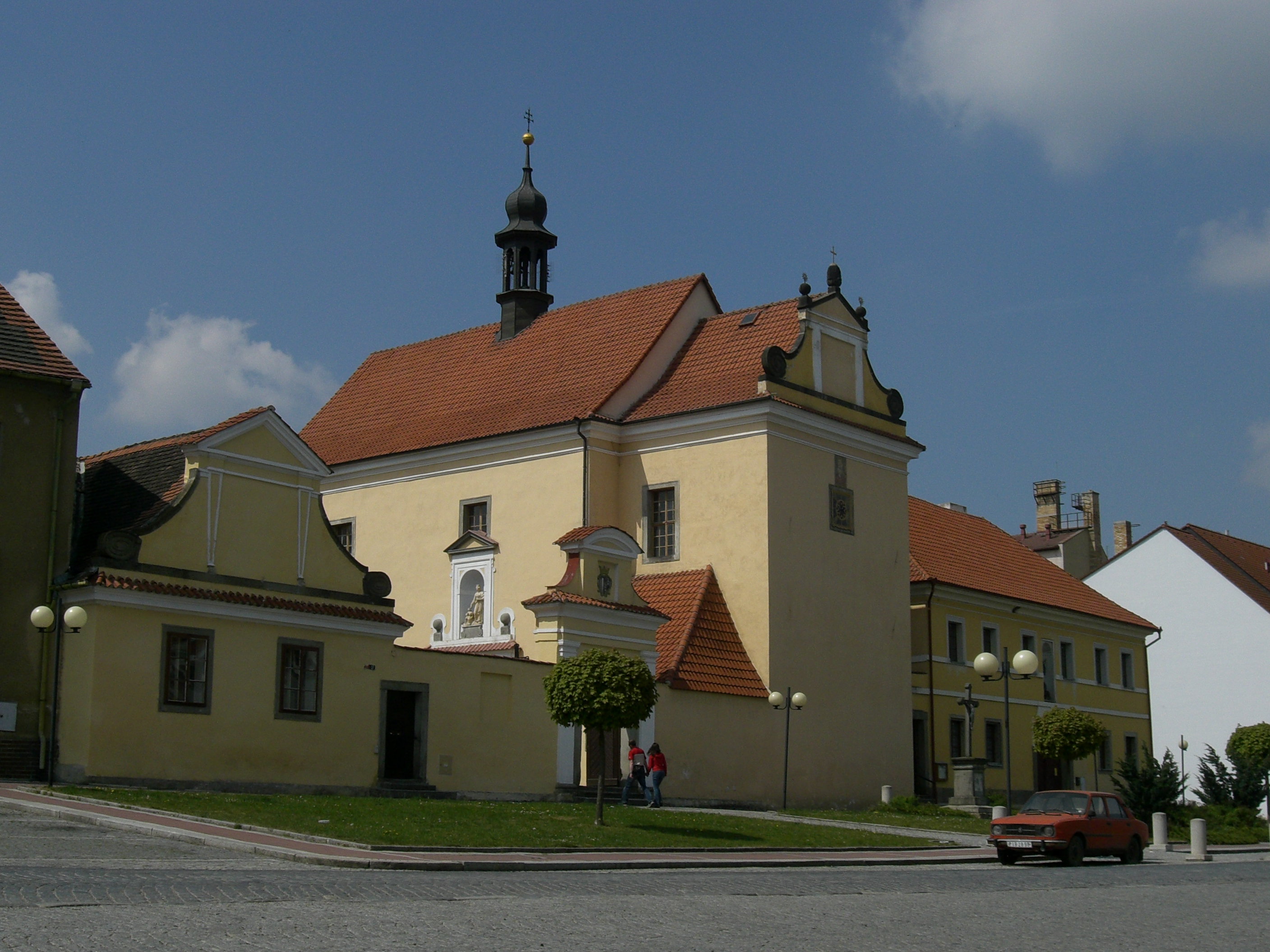
Kirche der Hl. Elisabeth

- Schloss Protivín, entstanden aus einer Feste aus dem 13. Jahrhundert. Zuletzt wurde es von Paul Ignaz Bayer und Anton Erhard Martinelli für Adam Franz Fürst von Schwarzenberg umgebaut. Derzeitiger Schlossherr ist die Stadt Prag, die einen Käufer sucht.
- Kirche der Hl. Elisabeth von Portugal, am Markt, erbaut 1662
- Stadtmuseum mit Ausstellung zur Stadt und über exotische Insekten
- Burgruine Myšenec
- Kirche in Myšenec, errichtet zum Ende des 11. Jahrhunderts
- Feste Klokočín
- Kirche in Krč, seit 1352 nachweisbar
- Schule, erbaut 1902–1903 und mit Sgraffiti von Mikoláš Aleš verziert